# Antoni Zygmund
Antoni Zygmund (25. prosince 1900 Varšava – 30. května 1992 Chicago, Illinois) byl polský matematik a pedagog, který většinu svého tvůrčího života prožil v USA.
Jeho práce měla významný vliv na oblast matematické analýzy, zvlášť významná byla jeho činnost v oboru harmonické analýzy, oblasti, která má kromě podstatného významu pro matematiku samotnou i množství praktických aplikací. Jedná se také o autora několika vysoce hodnocených odborných knih, byl členem několika akademií věd. Většinu svého života působil jako vysokoškolský učitel. Byl vynikajícím pedagogem; v seznamech jeho studentů se nalézá řada známých jmen.

## Život
Narodil se 25. prosince 1900 ve Varšavě, která byla v té době součástí Ruského impéria (dnes hlavní město Polska). V roce 1919 zahájil svá studia na Varšavské univerzitě, kde původně zamýšlel studovat astronomii, jelikož tento studijní obor nebyl v příslušném roce otevřen, rozhodl se studovat matematiku. V době svých studií na univerzitě se od Aleksandera Rajchmana dozvěděl o problematice Goniometrických řad, které pak už zůstaly předmětem jeho zájmu po celý jeho život. Právě Rajchman může být z tohoto titulu považován za osobu s největším vlivem na jeho vědeckou kariéru, když byl pro něj jedním z iniciátorů jeho působení v oblasti harmonické analýzy.
Titul PhD. získal v roce 1923. V letech 1922-1929 vyučoval na Varšavské polytechnice, v letech 1926-1929 i na Varšavské univerzitě. Následoval rok působení v Anglii a následně, v letech 1930-1939, dekáda působení na univerzitě ve Vilniusu, kterou přerušila až druhá světová válka. Po roce vojenské služby v polské armádě se v roce 1940 rozhodl opustit svoji válkou zničenou domovinu a emigroval do USA. Zde po krátkém působení na MIT, Mount Holyoke College a University of Pennsylvania (Pensylvánská univerzita, Philadelphia), získal místo na University of Chicago – Chicagské univerzitě, kde působil od roku 1947 až do svého odchodu do důchodu v roce 1980.
Zemřel v Chicagu, 30. května roku 1992.

## Práce

### Vědecká práce v matematice
V matematice byla jeho vědecká činnost orientována hlavně na oblast harmonické analýzy. Táto disciplína, jsouce součástí matematické analýzy, se orientuje především na studium a zevšeobecnění některých aspektů Fourierovy analýzy, ze kterých nejdůležitějšími jsou Fourierovy řady a Fourierova transformace. Základní myšlenkou harmonické analýzy je skládání funkcí, případně signálů ze základních vln, které v klasické Fourierově analýze často reprezentují sinusoidy.
Tento obor má široké praktické využití, např. aplikace při zpracování signálu, kvantové mechanice, či dokonce v neurovědě. Fourierovu transformaci dnes v digitálním světě využívají i některé populární grafické, či zvukové formáty (např. JPEG, či MP3) jako prostředek na kompresi údajů.
Jedná se také o zakladatele tzv. Chicagské školy matematické analýzy, která se orientovala na Fourierovu analýzu a její aplikace v oblasti řešení parciálních diferenciálních rovnic, za což v roce 1986 obdržel americké státní vyznamenání v oblasti vědy.

### Pedagogická činnost
Za téměř 60 let aktivního působení v oblasti matematiky a pedagogiky učil více než 80 doktorandů, ze kterých byli úspěšní na poli matematiky. Mezi jeho nejvýznamnější studenty patří např. Elias Stein (držitel vícerých prestižních matematických ocenění, např. Wolfovy ceny za matematiku), Alberto Calderón (taktéž držitel Wolfovy ceny), Nathan Fine nebo Paul Cohen.

### Publikační činnost
Je autorem třech větších knižních publikací – Goniometrické řady (1935), Analytické funkce (1938) a Míra a integrál (1977; dílo orientované na matematickou Teorii míry a integrálu).
Z těchto je zejména prvně jmenované dílo považováno za mimořádně významné, které je dodnes používáno.
Publikoval také množství vědeckých článků. Seznam jeho publikační činnosti sestává z 215 titulů, ze kterých poslední je jeho článek o Aleksandrovi Rajchmanovi – jeho velkém vzoru.

### Členství v akademiích věd
Byl členem vícera národních akademií věd – konkrétně v USA, Polsku, Argentině a Španělsku.